# The Beatles Singles Collection
The Beatles Singles Collection är en singelbox utgiven den 7 december 1982 innehållande nypressningar av de 26 i Storbritannien officiellt av Parlophone utgivna vinylsinglar med The Beatles. Utöver de officiella singlarna utgivna på 60-talet innehåller boxen även fyra singlar som utgavs sedan gruppen upplösts. Den 2 november 1992 utgav Parlophone motsvarande samling som CD-box. Dock innehåller CD-boxen endast de 22 singlar som gavs ut av Parlophone under 1960-talet.